# Barros Filho
Barros Filho é um bairro da Zona Norte do município do Rio de Janeiro. Seu nome homenageia o filho do fazendeiro Antônio da Costa Barros, que cedeu terras da Fazenda Boa Esperança, onde hoje se situam os bairros de Barros Filho, Costa Barros e partes de Guadalupe e Honório Gurgel, para a construção da linha férrea, que foi inaugurada em 1908. Atualmente, Barros Filho é servido pelo ramal de Belford Roxo da SuperVia, que possui uma estação no bairro.
Seu Índice de Desenvolvimento Humano (IDH), no ano 2000, era de 0,750, o 114º colocado entre 126 regiões analisadas no município do Rio de Janeiro.

## História
Toda a região que pertencia à freguesia de Irajá, na zona norte da cidade, era ocupada por grandes fazendas, como a Botafogo e a do Engenho Boa Esperança (séc. XVIII). A família Costa Barros era proprietária desses latifúndios. O pai, Antônio Costa Barros, passou toda a área para seu herdeiro, Barros Filho. Com a construção da linha ferroviária auxiliar, entre 1892 e 1898, nela foi instalada, em 1908, a Estação Barros Filho, que deu nome ao bairro. Barros Filho é atravessado pela Avenida Brasil e abrange o Distrito Industrial da Fazenda Botafogo, além de diversas comunidades.

## Localização
Situa-se na Zona Norte da cidade do Rio de Janeiro. Possui ótima localização, situado no corredor da Avenida Brasil. Possui comércio de rua vasto e conta com uma unidade do SESI, do outro lado da linha férrea. O bairro faz limites com os bairros de Costa Barros, Guadalupe, Coelho Neto e Honório Gurgel, tendo, como artéria principal, a Estrada João Paulo, que o liga aos bairros de Madureira e Pavuna.

## Educação
A Escola Municipal Sindicalista Chico Mendes, a Escola Municipal Juracy Silveira, o Centro de Educação Infantil Fonteducart e o colégio Cantinho do Saber. O SESI com inúmeros cursos na área industrial. Com a proximidade do Shopping Jardim Guadalupe, os moradores contam com a renomada Universidade Castelo Branco, que se localiza dentro do shopping.

## Lazer
Em Barros Filho localiza-se uma unidade do SESI, onde possui ótima estrutura, tais como: piscina olímpica, academia e atividades voltada para o lazer e saúde dos moradores do bairro, a cinco minutos do shopping Jardim Guadalupe. No ano de 2013, a prefeitura anunciou um projeto ao qual expandirá o Parque Madureira até o bairro, proporcionando aos moradores desfrutarem de atividades de lazer e mais qualidade de vida.

## Indústria
Abriga indústrias. Em 1958, a Armcostaco inaugurou, no bairro, uma fábrica de produtos de aço para saneamento, construção viária e mineração, e uma indústria de produtos químicos, a Panamericana.

## Curiosidades
- A famosa praça Othon Almeida, onde há pequenos comércios variados, o ponto final da linha 362 (Praça XV x Honório Gurgel) e o Busto de Honório Gurgel, na verdade faz parte de Barros Filho. Muitos moradores da região da praça e ruas adjacentes consideram-se moradores de Honório Gurgel, e não de Barros Filho.[8]
- Muitos nem sabem o motivo de uma passagem entre a Rua João Pessoa e a Rua Joana D'Arc (esta última, Rua que dá nome a comunidade) se chamar Beco do Chiqueiro. Na verdade a passagem era um largo onde existia uma criação de porcos, herança do tempo em que toda a região era uma grande fazenda.